# Коровино (Дмитровогорское сельское поселение)
Коровино — деревня в Конаковском районе Тверской области. Входит в состав Дмитровогорского сельского поселения.

## География
Находится в юго-восточной части Тверской области на расстоянии приблизительно 13 км на восток по прямой от районного центра города Конаково на западном берегу Коровинского залива Волги.

## История
Известна с 1628 года как пустошь. В 1859 году здесь (деревня Корчевского уезда Тверской губернии) было учтено 17 дворов.

## Население
Численность населения: 158 человек (1859 год), 10 (русские 100 %) в 2002 году, 8 в 2010.